# Кулиги (Рязанская область)
Кулиги — в Старожиловском районе Рязанской области. Входит в Истьинское сельское поселение

## География
Находится в западной части Рязанской области на расстоянии приблизительно 9 км на северо-восток по прямой от районного центра поселка Старожилово.

## История
Упоминается в платёжных книгах Каменского стана 1594-97 годов,где сказано, что «за Спиридоном за Юрьевым сыном Колемина - деревня Кулижки; и всего за Спиридоном д., да жеребий в д., да пустошь; сошного письма в живущем пол-пол-полчетверти сохи, в пустой полчети и пол-полтрети сохи, и не дошло в сошное письмо 1 ч. без третника».
Деревня Кулига, «безымянных оврага на левой, а отвершка по обе стороны, на коих по пруду. Земля сероглинистая, а местом и черноземная. Хлеб и покосы средственны, лес дровяной, крестьяне на пашне». Межевая дача составляла 544 десятины 423 сажени, из которых 342 десятины 1053 сажени приходились на пашню, 140 десятин занимал лес, 49 десятин 1230 саженей – сенокос, 7 десятин 540 саженей – неудобья. Землевладельцами этой дачи являлись:Колемина А.И.,Потуловы М.А., А.И., и А.А.,  Н.И. Глотова, М.Р., Ф.А. и С.И. Павловы, П.С. Якутина, Ф.С. Неклюдова, К.П. Лихарев, П.П. Коробьина, Ф.М. Правикова, Л.И. Сукочева. Под усадьбами состояло 5 десятин. В 18 крестьянских дворах жило крестьянских душ – 51 мужского и 34 женского пола.
Упоминается в жалобе отставного капитана Ивана Саввича Колемина на иерея Никольской церкви села Чернобаево Петра Андреева, поданой 17 апреля 1762 г. в Рязанскую духовную консисторию.
В 1777 г. в Кулигах проживал отставной драгун Казьма Малофеевич Потулов, 50 лет (Служил с 1745 в Ямбургском Драгунском полку; отставлен 11.01.1761.), с женой Матреной Архиповной (урожденной Алабиной), 45 лет, детьми Трофимом 17 лет, Ильей 4 лет, Еленой 10, Анной 7 и Марией, 4 лет. Его наследственное имение составляли дворовые люди – 6 мужских и 8 женских душ. По 4-й ревизии (11 июля 1782 г.) за ним состояло 10 мужского и 11 женского пола душ, дошедших от матери, капральши Мавры Емельяновны Потуловой. По исповедным ведомостям 1785 г. в доме проживают К.М. Потулов, 59 лет, его жена Матрена Архиповна, 51 года, дети Елена, 18, Анна, 15, Илья, 11, Мария, 10 лет, и дворовые люди (5 мужского и 6 женского пола душ). По дворянским спискам 1785 г. К.М. Потулову 60 лет. У него дети: отставной подпоручик Трофим, 25 лет, Василий 23 лет, находится на службе, Анна, 16, Мария, 12, Илья, 8 лет. За ним наследственного имения в Кулигах 8 мужского и 7 женского пола душ. 3 февраля 1787 г. К.М. Потулов умер в возрасте 60 лет.
В 1777 г. в своем дворе живет помещица Матрена Романовна Павлова, 48 лет, с детьми Алексеем, 17, Саввой, 11 лет, и дворовыми людьми (2 мужского и 5 женского пола душ). За ней 1 крестьянский двор. По 4-й ревизии (июнь 1782 г.) в общем владении поручика Федора, гвардии капрала Алексея, дворянина Саввы Ивановичей Павловых состояло 10 мужского и 12 женского пола душ, оставшихся после отца их, капрала Ивана Евдокимовича Павлова, умершего 2 февраля 1770 г. в возрасте 40 лет. По исповедным ведомостям 1785 г. в усадьбе проживает вдова М.Р. Павлова, 54 лет, при ней дворовые люди (2 мужского и 6 женского пола душ). За ней 1 крестьянский двор (10 мужского и 5 женского пола душ). По дворянским спискам 1785 г. за М.Р. Павловой в Кулигах 10 мужского и 12 женского пола душ. Ее сыновьям: Федору 26 лет, Алексею 23 года, Савве 19 лет. 6 октября 1792 г. М.Р. Павлова умерла, 50 лет.
В 1777 г. в деревне живет Федосья Малофеевна Павлова, 35 лет, с детьми Марьей, 13, Агриппиной, 11, Агриппиной меньшой, 4 лет и дворовыми людьми (5 мужского и 3 женского пола души). По 4-й ревизии (21 июня 1782 г.) за г. Пронска вдовой Федосьей Малофеевной Павловой состоит дворовых людей по 4 обоего пола души, доставшиеся ей после умершего мужа, копииста Степана Яковлевича Павлова. Упомянуты трое бежавших в 1766 и 1769 гг. и один дворовый, отданный в приданое за Марьей Степановной, женой поручика Ивана Фомина, в д. Абрютину. 17 октября 1782 г. д. Ивашковой инженер-прапорщика Ивана Филипповича Сазонова староста Иван Иванов подал в Пронский нижний земский суд прошение: «его 1782-го году октября 13 дня Пронского уезду деревни Кулиг помещица Федосья Малофеева дочь канцеляриста Павлова жена по договору в Рязанском совестном суде со оным господином моим, заимевшей на ней долг 470 рублев, отдала оному господину моему от потписания договора в вечное и потомственное владение движимое и недвижимое свое имение, состоящее во оной деревни Кулигах, земли 15 четвертей в поли, а в дву потому ж, дворовых людей Дмитрия Иванова з женою Ириною Кондратьевою дочерью, и з детми их, сыном Федором, дочерьми девками Натальею и Пелагеею, Василья Иванова сына холостаго, да взятаго на указнаю из имения показанного мужа ее часть дворового человека Семена Филипова з женою Прасковьею Матвеевою дочерью, а как об оных дворовых людях – от ней Павловой к нынешней 4 ревизи скаски уже поданы. Того ради Пронской нижней земской суд покорно прошу оных дворовых людей из-за ней Павловой исключить и для плотежа всяких государственных податей при нынешней 4-й ревизи по написани в оклад числить за оным господином моим во оной же деревни Кулигах октября .. дня 1782 году. К подлинному доношению Пронского нижнего земского суда копеист Николай Лукин вместо старосты Ивана Иванова по ево прошению руку приложил».
В 1777 г. за девицей Агриппиной Ивановной Колеминой состоит 4 крестьянских двора. Сама она проживала вместе с матерью, Настасьей Ивановной, вышедшей замуж за секунд-майора Федора Михайловича Глотова, в Елецком уезде в дер. Семенке. К моменту 4-й ревизии (26 апреля 1782 г.) капитан 2 ранга Иван Еремеевич Еропкин женился на Аграфене Ивановне Колеминой за которой состояло 15 душ мужского и 16 женского пола. В 1785 г. во дворе подполковника И.Е. Еропкина живут дворовые люди (3 мужского и 5 женского пола душ). За ним 3 крестьянских двора (11 мужского 12 женского пола душ).
В 1777 г. за помещицей Федосьей Малофеевной Правиковой состоит 1 крестьянский двор (5 мужского и 1 женского пола душа).
В 1785 г. за вдовой Федорой Матвеевной Правиковой состоит тот же двор крестьянина Самойлы Нестерова, но количество обитателей уменьшилось наполовину (1 мужского и 2 женского пола души).
В 1785 г. в Кулигах живет помещица Анна Ивановна Трусова, 33 лет, с дворовыми людьми (4 мужского и 6 женского пола душ).
В 1785 г. в деревне проживает вдова Ф.М. Павлова,44 лет, с дочерью Агриппиной, 12 лет, и дворовыми людьми (3 мужского и 2 женского пола души).
Отмечалась на карте 1850 года как поселение с 18 дворами.
В списках населённых мест 1859 года Куличи (Кулиги) записывается как владельческая деревня. Местоположение показано как "при овраге Сухом и колодце" и "По левую сторону Астраханского тракта, от границы до г. Ряжска". От уездного центра 35 вёрст. На тот момент там было 17 дворов, где значилось мужчин - 82, женщин - 88.
По данным Рязанской ученой архивной комиссии 1898 г., близ деревни Кулиги Пронского уезда находились могильные насыпи под названием "Французские могилки". По местному преданию под насыпью Французских могилок были похоронены пленные французы, умершие в деревне Кулиги в 1812 г.
В сентябре 1918 года из Москвы в деревню Кулиги (Куличи) Чернобаевской волости Пронского уезда переехал Петр Антонович Мамаев.

## Население
Численность населения: 8 человек в 2002 году (русские 100 %), 7 в 2010.